# President's Cup 2013
Il President's Cup 2013 è stato un torneo di tennis giocato sul cemento. È stata la 7ª edizione del torneo maschile fa parte della categoria ATP Challenger Tour nell'ambito dell'ATP Challenger Tour 2013, la 5a di quello femminile che fa parte della categoria ITF Women's Circuit nell'ambito dell'ITF Women's Circuit 2013. Sia il torneo maschile che quello femminile si sono giocati Astana in Kazakistan dal 22 al 28 luglio 2013 su campi in cemento.

## Partecipanti singolare ATP

### Teste di serie
| Nazionalità | Giocatore          | Ranking* | Testa di serie |
| ----------- | ------------------ | -------- | -------------- |
| Israele     | Dudi Sela          | 95       | 1              |
| Russia      | Tejmuraz Gabašvili | 129      | 2              |
| Kazakistan  | Andrej Golubev     | 142      | 3              |
| Russia      | Konstantin Kravčuk | 171      | 4              |
| Turchia     | Marsel İlhan       | 175      | 5              |
| Kazakistan  | Michail Kukuškin   | 180      | 6              |
| Ucraina     | Ivan Serheev       | 198      | 7              |
| Bielorussia | Dzmitry Zhyrmont   | 203      | 8              |

- Ranking al 15 luglio 2013.

### Altri partecipanti
Giocatori che hanno ricevuto una wild card:
- Timur Khabibulin
- Aleksej Nesterov
- Dmitrij Popko
- Denis Yevseyev

Giocatori che sono passati dalle qualificazioni:
- Jana Bučina
- Varvara Flink
- Ksenia Kirillova
- Evgenija Paškova

## Partecipanti WTA

### Teste di serie
| Nazionalità | Giocatore           | Ranking* | Testa di serie |
| ----------- | ------------------- | -------- | -------------- |
| Portogallo  | Maria João Koehler  | 117      | 1              |
| Thailandia  | Luksika Kumkhum     | 118      | 2              |
| Russia      | Nina Bratčikova     | 140      | 3              |
| Russia      | Aleksandra Panova   | 141      | 4              |
| Turchia     | Çağla Büyükakçay    | 142      | 5              |
| Kazakistan  | Ksenija Pervak      | 144      | 6              |
| Thailandia  | Tamarine Tanasugarn | 157      | 7              |
| Russia      | Ekaterina Byčkova   | 164      | 8              |

- Ranking al 15 luglio 2013.

### Altre partecipanti
Le seguenti giocatrici hanno ricevuto una wild card per il tabellone principale:
- Asiya Dair
- Kamila Kerimbajeva
- Ksenija Pervak
- Anastasiya Yepisheva

Le seguenti giocatrici sono passate dalle qualificazioni:
- Jana Bučina
- Varvara Flink
- Ksenija Kirillova
- Evgenija Paškova

## Campioni

### Singolare maschile
Dudi Sela ha battuto in finale  Michail Kukuškin con il punteggio di 5–7, 6–2, 7–6(6).

### Doppio maschile
Riccardo Ghedin /  Claudio Grassi hanno battuto in finale  Andrej Golubev /  Michail Kukuškin con il punteggio di 3–6, 6–3, [10–8].

### Singolare femminile
Nadežda Kičenok ha battuto in finale  Maria João Koehler con il punteggio di 6–4, 7–5.

### Doppio femminile
Ljudmyla Kičenok /  Nadežda Kičenok hanno battuto in finale  Nina Bratčikova /  Valerija Solov'ëva con il punteggio di 6–2, 6–2.